# 135a Brigada Mixta (Exèrcit Popular de la República)
La 135a Brigada Mixta va ser una unitat de l'Exèrcit Popular de la República creada durant la Guerra Civil Espanyola. Al llarg de la contesa va actuar als fronts d'Aragó, Segre, Ebre i Catalunya.

## Historial
La unitat va ser creada el maig de 1937, originalment com a reserva de l'Exèrcit de l'Est, i integrant-se després en la 31a Divisió. Els seus Batallons es van convertir en el 537, 538, 539 i 540. La prefectura de la brigada va recaure en el comandant d'infanteria Pedro Sugrañes Español, amb Artur Quintana Casanova com a comissari polític. Al juny de 1937 va prendre part en l'ofensiva d'Osca, on no va tenir una actuació destacada. Posteriorment seria destinada a la Defensa de Costes, on va romandre fins a mitjan 1938.
Al maig de 1938 es va traslladar al front de pont de Seròs, on entre el 22 i el 26 de maig de 1938 va llançar diversos atacs fallits contra les posicions franquistes. El 17 de juny va acudir al sector de Vilanova de la Barca per a cobrir la retirada republicana del fallit cap de pont —establerta uns dies abans. El comandant Sugrañes va passar a manar la 62a Divisió del XXIV Cos d'Exèrcit, unitat en la qual va quedar integrada la 135a BM; el comandament de la brigada va passar al major de milícies Joaquín Gaspar Gómez.
El dia 30 de maig es crea l'Exèrcit de l'Ebre, el qual estarà format pels Cossos d'Exèrcit V, XII i XV, i per la 135a Brigada Mixta. Aquesta en un primer moment cobrirà des del Perelló a l'Ampolla.
Després del començament de la batalla de l'Ebre, la nit del 16 al 17 d'agost la 135a BM va ser enviada com a reforç, travessant el riu entre Flix i Riba-roja. Va quedar situada entre el sector de la 3a Divisió, la 84a Brigada Mixta de la 60a Divisió i la 16a Divisió, depenent i actuant com a reforç d'aquesta última. Concretament es va acantonar a les posicions properes a Vilalba dels Arcs, Quatre Camins o Punta Targa i Vèrtex Gaeta. La nit del 17 al 18 d'agost va fer el relleu a la 149a Brigada Mixta de la 16a Divisió. Dins d'aquesta línia i de nord a sud, la 135a Brigada Mixta guarnia aquesta zona amb els seus batallons 539, 537 i 538, i van situar en reserva el Batalló 540 al camí d'Aubatà. Les brigades mixtes 23a i 24a de la 16 Divisió eren en segona línia, just al darrere de la 135 BM, mentre que la 149 BM de la 16 Divisió estava acantonada a la zona de creuaments de la carretera de la Venta de Camposines.
Dins de les seves actuacions, el dia 19 d'agost comença la 3ª contraofensiva franquista, amb atacs a les posicions properes a Vilalba dels Arcs, Quatre Camins o Punta Targa (cota 481) i Vèrtex Gaeta (cota 548). Aquesta atacs fan que la 23a, 149a i 24a BM de la 16 Divisió es desplacin i es trobin, ja en aquesta data, a segona línia, just al darrere de la 84 BM de la 60 Divisió i de la 135 BM, en primera línia del front. L'avanç franquista és molt lent a causa, en un primer moment, de la resistència republicana, duta a terme per part de la 84 Brigada Mixta de la 60 Divisió i per la 135 Brigada Mixta. Durant aquest dia comença un atac al centre del 537 Batalló de la 135 BM, de la qual és cap Felipe Frechilla. S'inicia una intensíssima preparació d'artilleria i d'aviació, amb un nombre aproximat de 125 avions i artilleria de tots els calibres. L'enemic, que amb la protecció de vuit tancs arriba fins a 150 metres de la línia pròpia, és refusat, a la vegada que és abatut un aparell de caça amb les armes automàtiques de què es disposa. També s'intenta l'assalt a les posicions del 539 Batalló que són els més durs de tota la jornada. Aquest atac es caracteritza per una gran violència de foc i per l'acció contínua de metrallament de l'aviació enemiga. Les baixes pròpies són unes 150, entre morts i ferits. En aquest dia es rep una ordre telefònica de l'Estat Major de la 16 Divisió en què s'ordena que els Batallons de la 149 BM comencin la marxa fins al lloc on tan acarnissadament s'està lluitant. Aquest mateix dia el tinent coronel Manuel Tagüeña, com a cap del XV C.E. recorda que una de les brigades mixtes que hi ha en línia tocant a la 16 Divisió, concretament la 84 BM de la 60 Divisió, que és la que rep els primers embats de l'enemic, combat molt malament i pateix molts intents dels soldats d'abandonar les posicions presos per la por. La 135 BM es replega quan es veu obligada per la pressió enemiga i tindre el seu flanc descobert. Sembla que l'enemic ha ocupat la cota 452 del dispositiu dels batallons 335 i 336 de la 84 BM, que, juntament amb les dues cotes 481, creen una difícil situació pel dispositiu de la 135 BM, ja que aquesta es veu envoltada pel seu flanc dret. El dia 20 d'agost la infanteria franquista ataca els Batallons 537 i 539 que enllacen amb la 84a Brigada Mixta, la qual cedeix línies. Es produeix un combat aferrissat i s'arriba a lluitar cos a cos amb la baioneta calada. Arriben les Brigades Mixtes 23a, 24a i 149a de la 16a Divisió per recolzar en els combats ja que les línies republicanes són superades. Tagüeña torna a mostrar-se descontent amb la 135a Brigada Mixta perquè creu que una part dels soldats, com altres vegades, també s'han replegat i fugit desordenadament, fet que provoca que bona part dels soldats de la brigada hagin mort o bé els hagin fet presoners. La 135a Brigada Mixta passa a la reserva i el mateix dia 20 les brigades mixtes 23, 149 i 24 de la 16 Divisió passen als combats de primera línia i ocupen part del barranc de las Comes, cota 527 al sud-oest del Vèrtex Gaeta, així com les cotes al sud 522, 488, 463, 440, 441 i 426. Tot i que la 135a Brigada Mixta, ja molt mermada, intervé de nou en intentar aturar la penetració franquista del dia 21 d'agost sense resultat, és el dia 22 d'agost que les diferents Brigades Mixtes de la 16a Divisió es veuen immerses en una sèrie de combats amb bombardejos d'aviació, artilleria, tancs i infanteria i s'arriba al cos a cos. Es produeix gran quantitat de morts, ferits, presoners i desapareguts.
Segons indica José Manuel Martínez Bande, la 135a Brigada va ser «gairebé envoltada i aniquilada, retrocedint en desordre davant la infiltració enemiga». La pressió enemiga va fer que la brigada hagués de retirar-se cap al sud el dia 22 al costat de la 16a Divisió. Les restes de la 135a BM es van retirar cap a La Fatarella, abans de ser enviada a rereguarda per a ser sotmesa a una reorganització.
Va tornar a quedar agregada a la 31a Divisió, quedant la 135a BM sota el comandament del comandant d'infanteria Juan Arbonés Arbonés. A la fi d'any va arribar a rellevar a la 104a Brigada Mixta en el front del Segre. No obstant això, la 135a BM acabaria sent dissolta. El comandant Arbonés va arribar a reunir les restes de la unitat per a intentar organitzar la defensa de la Seu d'Urgell, el 22 de gener de 1939, però no ho va aconseguir i a continuació es va retirar al costat de les seves forces a la frontera francesa.

## Comandaments
Comandants
- Comandant d'infanteria Pedro Sugrañes Español;
- Major de milícies Joaquín Gaspar Gómez;
- Major de milícies Juan Lacasa;
- Major de milícies Francisco Rodríguez Sánchez;
- Comandant d'infanteria Juan Arbonés Arbonés;

Comissaris
- Artur Quintana Casanova, del PSUC;[11]